# 吳建初 (少將)
吳建初，男，中國大陸政治人物、軍事人物、中共黨員、江蘇省崑山市人

## 簡介
吴氏是中國人民解放軍少將军階，歷仼山东省军区副司令员、河南省軍區參謀長。2015年5月15日，山東省齐河县组织开展民兵应急演练活动。吳氏以山東省军區副司令員身分出席活動。2009年河南省政府召开全省防汛丶抗旱工作会议，吳氏以河南省軍區參謀長身分出席活動